# Ла-Букарія

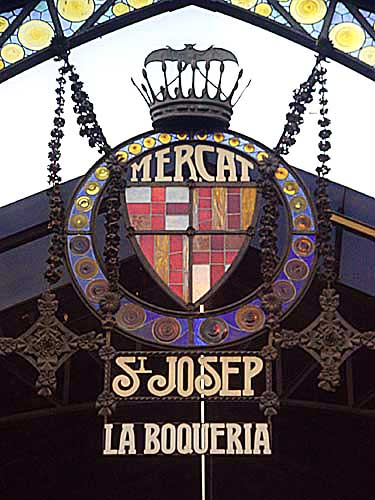
Центральний вхід до ринку Ля-Бокєрія

Ри́нок Ля-Бокєрія (кат. Mercat de la Boqueria), також відомий як Ри́нок Сан-Жузе́п або Ри́нок Св. Йо́сипа (кат. Mercat de Sant Josep) — міський критий ринок у Барселоні (Каталонія) з входом з вулиці Ла-Рамбла. Будівля ринку займає площу 2.583 м², її споруджено зі скла та сталі, а також прикрашено мозаїкою. Ринок Ла-Букарія є найвідвідуванішим туристами ринком у Каталонії.

## Історія
Перші згадки про ринок датуються 1217, коли неподалік колишньої міської брами Бокєрія встановлювали столи для продажу м'яса.
З грудня 1470 тут продавали свиней. Тоді ринок був за міською брамою, отже торгувати на ньому могли не лише мешканці Барселони.
До 1794 ринок називався Ринок Бурнет (кат. Mercat Bornet) або Солом'яний ринок (кат. Mercat de la Palla).
Відкрита площа ринку була спочатку оточена колонами, її готували до забудови — ринок не мав офіційного статусу і вважався лише продовженням ринку на Новій площі (кат. Plaça Nova). Пізніше було вирішено розділити ринки, і на Ла-Рамбла-да-Сан-Жузеп («Ла Рамблі Св. Йосипа») було побудовано рибний базар з кіосками для м'ясників та власників домашнього птаства.
У 1826 ринок офіційно визнано адміністрацією Барселони.
19 березня 1840 розпочалися будівельні роботи під керівництвом архітектора Ма́са Біли́ (кат. Mas Vilà). Ринок відкрито у тому самому році, однак деякі роботи продовжувалися до 1846. Офіційне відкриття відбулося у 1853.
У 1911 відкрито новий рибний базар, а в 1914 побудовано новий металевий дах, який до сьогодні перекриває Лає Ля-Бокєр.

## Галерея

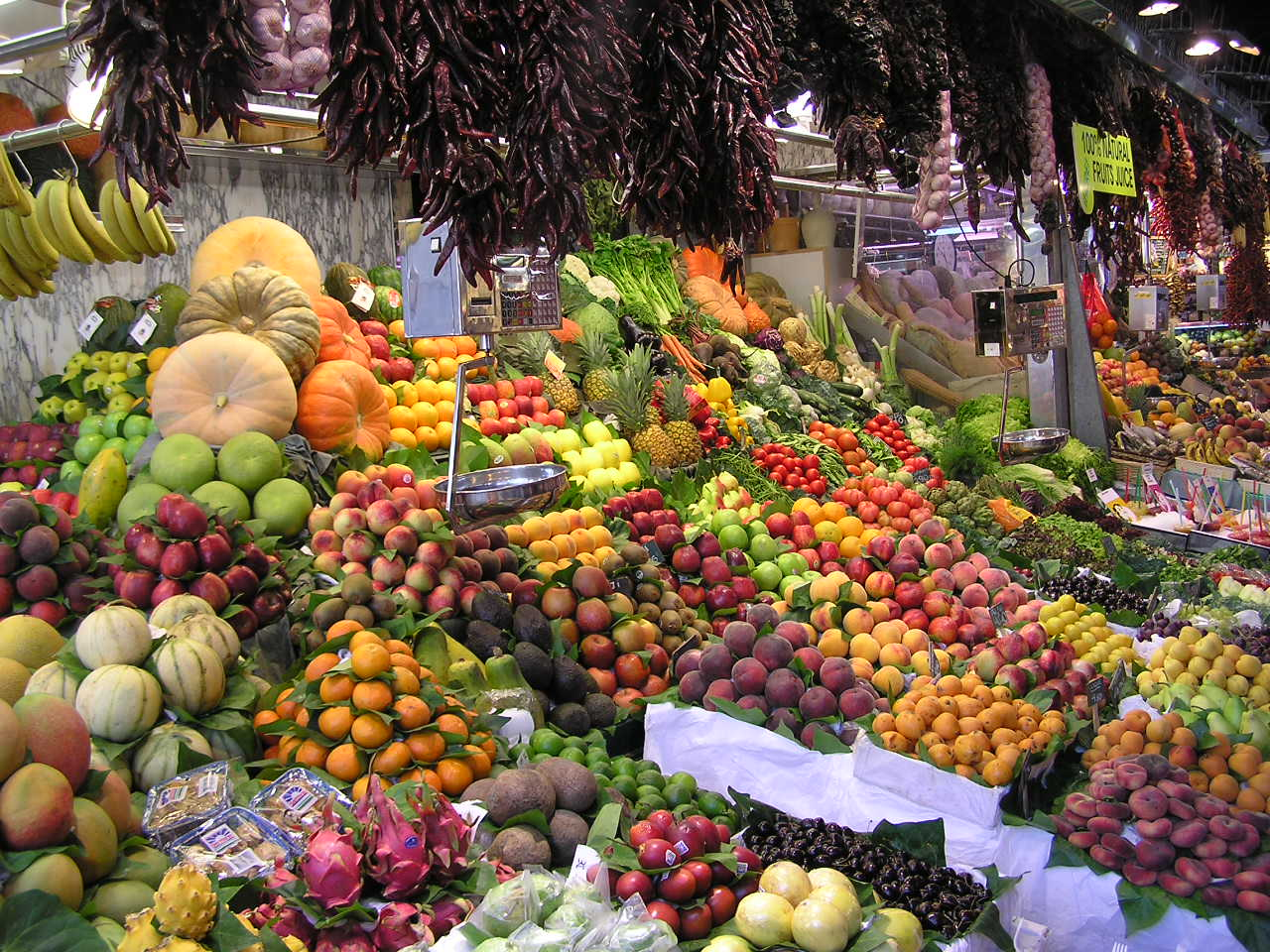
Ряди фруктів та овочів, 2005
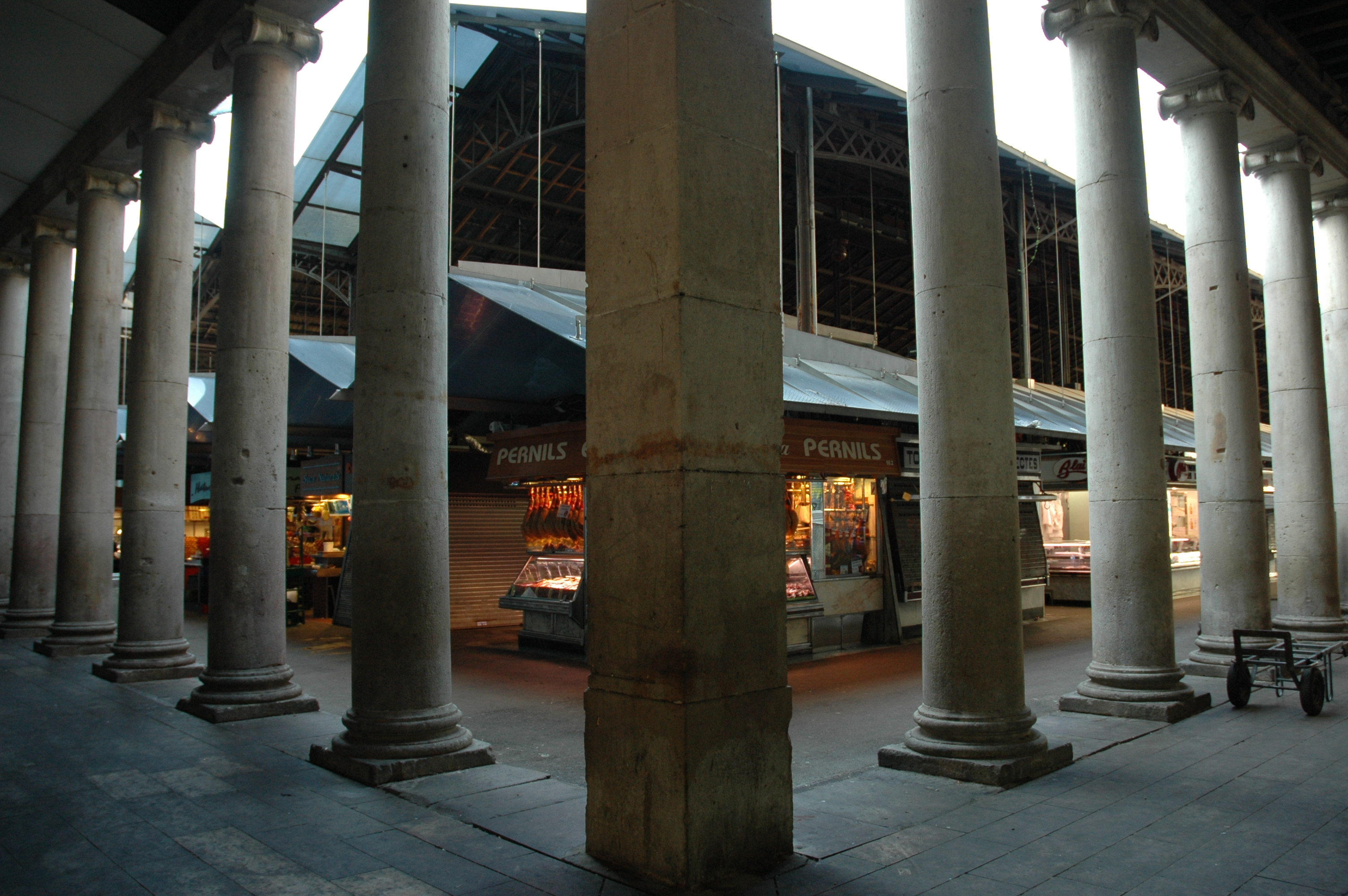
Колони, що оточують Ля-Бокєрію
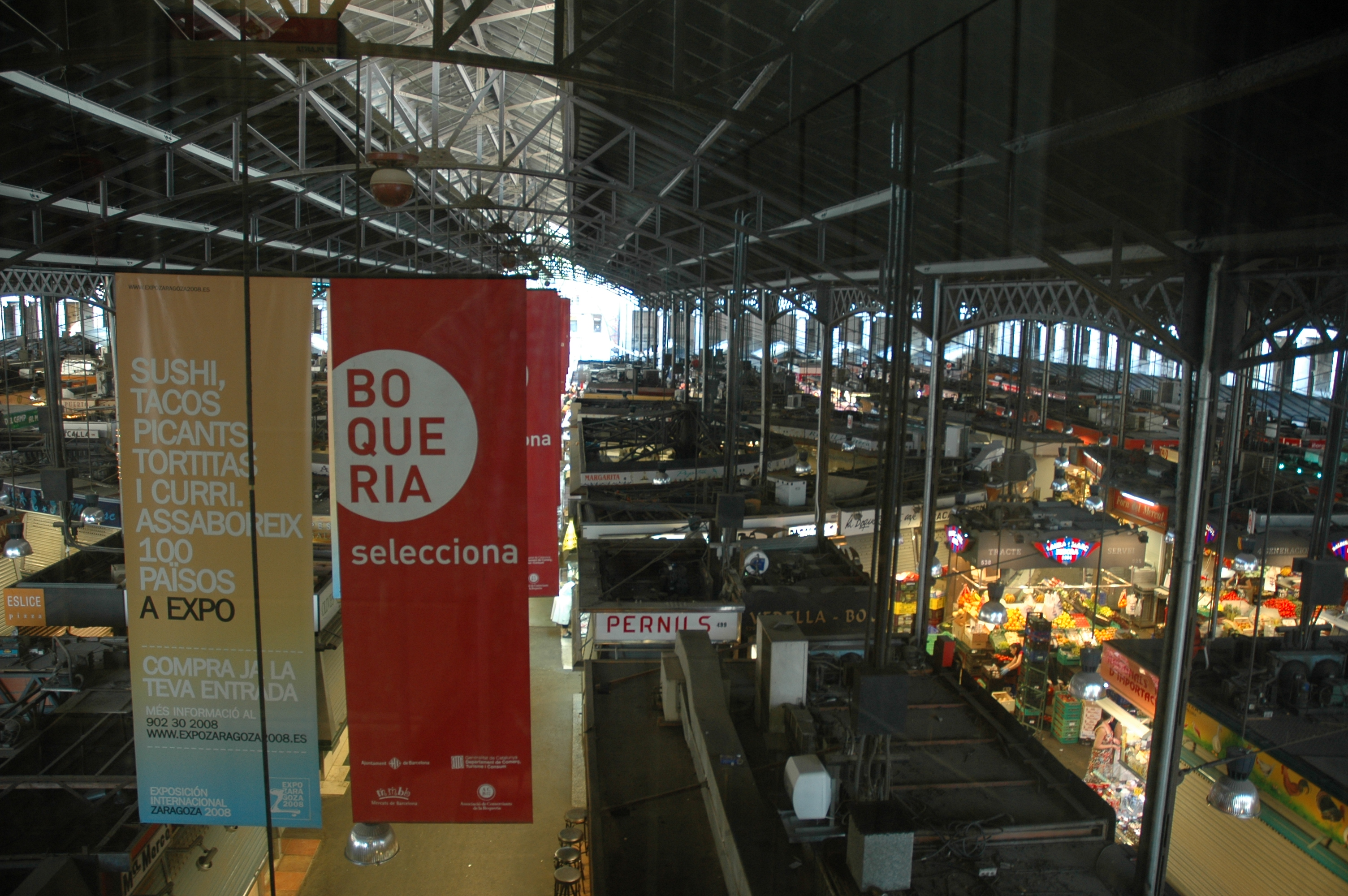
Дах та сталеві колони
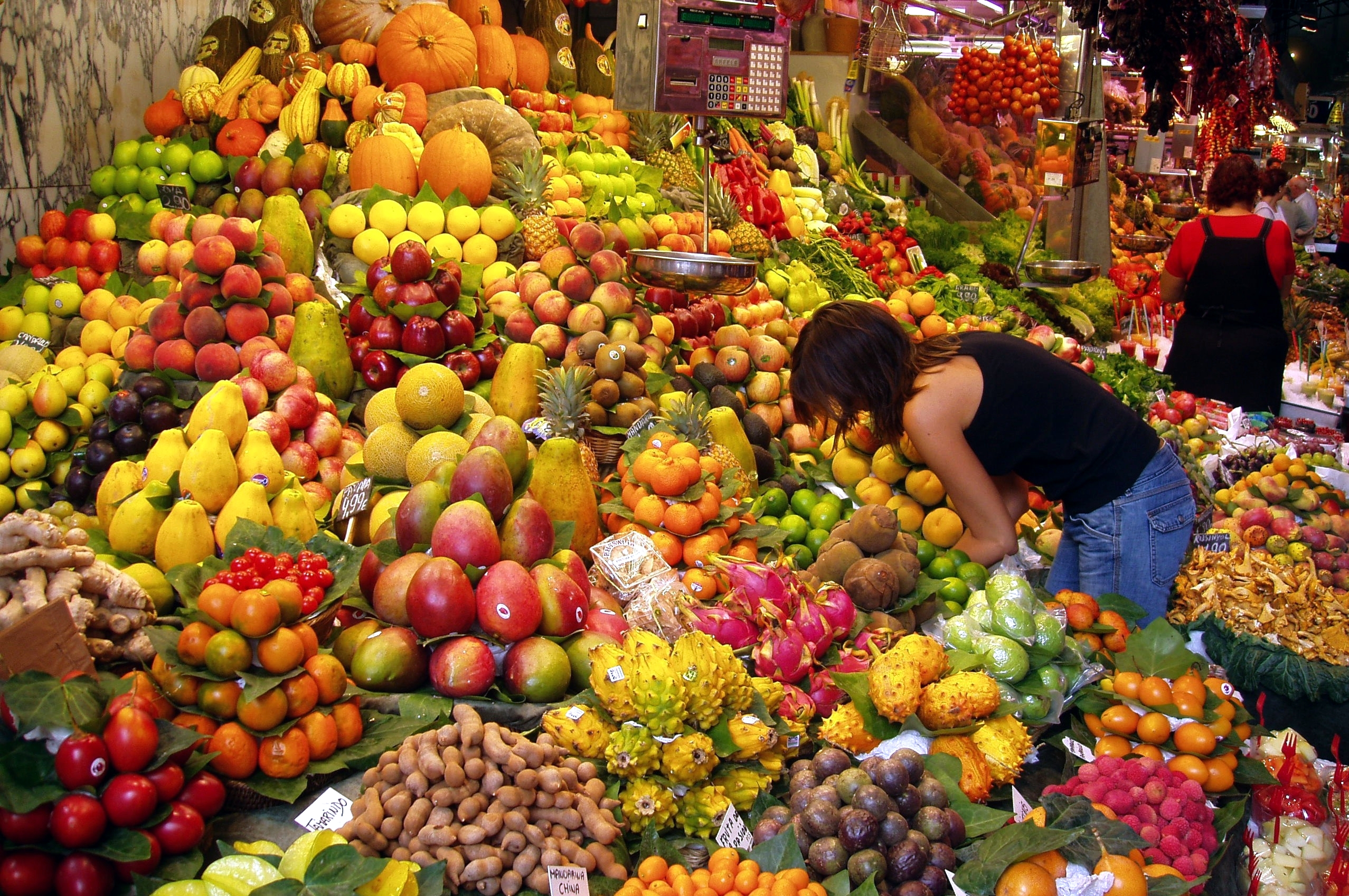
Фруктові ряди